# Vikarbyn
Vikarbyn is een plaats in de gemeente Rättvik in het landschap Dalarna en de provincie Dalarnas län in Zweden. De plaats heeft 1208 inwoners (2005) en een oppervlakte van 258 hectare. De plaats ligt op een paar kilometer van de plaats Rättvik.

## Verkeer en vervoer
Bij de plaats loopt de Riksväg 70.
Door de plaats loopt de spoorlijn Uppsala - Morastrand (zonder station).